# Johan Frederik Hagen
Johan Frederik Hagen (født 24. juni 1817 i København, død 25. marts 1859 sammesteds) var en dansk teolog. Han var søn af skibskaptajn Jens Børresen Hagen og Elisa, født Hall.
Hagen fik tidlig lyst til bogen, men hjemmets trange kår syntes ikke at åbne ham udsigt til den studerende bane. 1830 lykkedes det ham imidlertid at komme ind i Metropolitanskolen, og der fra blev han dimitteret 1834. Året efter faldt Heibergs logik i hans hånd, og skønt han kun forstod såre lidt af denne bog, øvede dens hegelske tungemål straks sin tryllemagt over ham. Ved Martensens hjælp trængte han dybere ind i den hegelske spekulation, og samtidig fortsatte han sine teologiske studier. 1840 underkastede han sig den teologiske embedseksamen, og næste år fik han bolig på Borchs kollegium, hvor han blev et skattet medlem af den muntre og flittige kreds, som da samledes i den gamle kandidatbolig. Han var, sammen med Peter Faber og Adolph Steen, forfatter af tivolivisen: Og dersom du morer dig daarlig, og også på anden måde gav han bidrag til «Borkens Lyra». Samtidig fortsatte han studierne med kraft, og 1845 erhvervede han den teologiske licentiatgrad for en afhandling om Ægteskabet, betragtet fra et ethisk-historisk Standpunkt. Året efter rejste han med offentlig understøttelse udenlands, til Tyskland, Frankrig, Schweiz og Italien, og da han i 1848 var vendt hjem, holdt han som privatdocent teologiske forelæsninger. 1850 udgav han, sammen med Andreas Listov, en patriotisk antologi til brug ved den 1849, som surrogat for latinen ved embedseksamen, indrettede latinprøve for teologer, ved hvilken han var bleven eksaminator. Da Engelstoft 1852 blev biskop på Fyn, konkurrerede Hagen med Ludvig Nicolaus Helveg om den ledige professorplads, og 16. april samme år blev han udnævnt til professor i det teologiske fakultet med kirkehistorie som hovedfag og de gammeltestamentlige discipliner som bifag. En så kundskabsrig og livlig mand som Hagen havde mange forudsætninger for en lykkelig docentvirksomhed, men en brystsygdom, der længe havde tæret på hans kraft, begyndte snart at lamme hans virksomhed, og allerede 25. marts 1859 bukkede han under for sygdommen. Efter hans død blev hans forelæsning over Kirkelig Statistik udgiven, og derved blev den danske teologiske litteratur beriget med et dygtigt og nyttigt arbejde på et lidet dyrket område. Hagen havde også både som privatdocent og professor leveret flere bidrag til blade og fagtidsskrifter og derved vist lærdom, skarpsindighed og et lykkeligt herredømme over formen, og i nogle år var han medudgiver af Ugeskrift for den evangeliske Kirke i Danmark. 24. maj 1851 ægtede han Antonia Elisabeth Ponsaing (datter af legationsråd C. G. A. P.).